# Поплавский сельсовет
Попла́вский сельсове́т — административная единица на территории Березинского района Минской области Республики Беларусь.

## Состав
Поплавский сельсовет включает 33 населённых пункта:
- Большие Логи — деревня.
- Борки — деревня.
- Гута — деревня.
- Домашки — деревня.
- Жабихово — деревня.
- Железково — деревня.
- Жеремец — деревня.
- Заболотье — деревня.
- Заборье — деревня.
- Заямное — деревня.
- Зеленый Гай — деревня.
- Калинино — деревня.
- Комиссарский Сад — деревня.
- Костовщина — деревня.
- Красная Поляна — деревня.
- Красный Берег — деревня.
- Красный Дар — деревня.
- Красный Сад — деревня.
- Крынки — деревня.
- Купы — деревня.
- Лучки — деревня.
- Малые Логи — деревня.
- Микуличи — деревня.
- Негоничи — деревня.
- Мартияновка — деревня.
- Новины — деревня.
- Павловка — деревня.
- Погулянка — деревня.
- Подволожка — деревня.
- Поплавы — агрогородок.
- Смолярня — деревня.
- Сосновое Болото — деревня.
- Старый Будков — деревня.